# Лаврентий (Некрасов)
Епи́скоп Лавре́нтий (в миру Михаил Иванович Некрасов; 1836—1908) — епископ Русской православной церкви, епископ Тульский и Белёвский; богослов, проповедник.

## Семья и образование
Родился 1 (13) ноября 1836 года в селе Полбино (Брянский уезд, Орловская губерния) в семье сельского священника.
Окончил 2-е Орловское духовное училище, Орловскую духовную семинарию, Киевскую духовную академию со степенью магистра богословия (1861).

## Священник, преподаватель, монах
С 29 сентября 1861 года — преподаватель Воронежской духовной семинарии, в которой вёл занятия сначала по словесности, затем — по нравственному и обличительному богословию и гомилетике; также исполнял ещё обязанности библиотекаря и преподавателя французского языка.
С 10 мая 1864 года — священник, служил в Спасской, а затем в Пятницкой церквях Воронежа, продолжая преподавать в семинарии, получил известность как талантливый проповедник. Затем стал законоучителем Воронежского кадетского корпуса (военной гимназии), где прослужил до 1894 года. Одновременно являлся членом и председателем Воронежского епархиального училищного совета.
Был женат, имел детей. Овдовев, принял монашество: был пострижен 27 июня 1894 года. В этом же году возведён в сан архимандрита и назначен настоятелем Покровского миссионерского монастыря в Москве, а вскоре и благочинным московских монастырей.

## Ректор Московской духовной академии
С 17 июля 1895 года — ректор и профессор богословских наук Московской духовной академии. Ранее не преподавал в высших духовных учебных заведениях, так что руководство академией было для него совершенно новой сферой деятельности. К тому же пожилой и весьма консервативный, привыкший к работе в военно-учебном заведении архимандрит Лаврентий сменил на посту ректора молодого, яркого и энергичного будущего митрополита Антония (Храповицкого), переведённого в провинциальную Казань — такое сопоставление также не придавало популярности новому руководителю академии.

Митрополит Арсений (Стадницкий), сменивший владыку Лаврентия на посту ректора академии, в своём дневнике отмечал «добрые личные качества» своего предшественника, но при этом считал, что тот «своим слишком явным неимением административного такта натягивает крепко струны, а затем, когда они лопаются, сваливает вину на других». Он упоминал о прокламациях с угрозами в отношении ректора, распространявшихся в академии, а также о том, что при отъезде ректора из академии на Курскую кафедру студенты проявляли к нему «просто какую-то даже неприличную ненависть». По мнению владыки Арсения, 

отец ректор воодушевлён самыми благими намерениями, но проведение их… было очень неудачное. В результате и он сам изверился в самого себя, и другие также — в него.

Впрочем, в биографии владыки Лаврентия, составленной митрополитом Мануилом (Лемешевским), говорится, что 

студентов академии привлекало в нем его всегда спокойно ровное, с оттенком благодушной иронии, настроение, открытый ласковый взор его умных, слегка смеющихся глаз, его удивительная находчивость и редкостное остроумие, его глубокое понимание запутанных жизненно-практических отношений, его отеческое внимательное, хотя и чуждое сентиментальной слащавости, отношение к студентам, его искреннее сочувствие к действительному студенческому горю и посильная готовность ему помочь.
За его находчивость и остроумие в ответах на требования студентов его назвали «папашей» и «дедушкой».

## Архиерейство
С 22 марта 1898 года — епископ Курский и Белгородский.
С 17 июня 1904 года — епископ Тульский и Белёвский.
В феврале 1908 был уволен на покой и назначен настоятелем небольшого Белёвского монастыря Тульской епархии. По данным митрополита Мануила (Лемешевского), одной из причин его увольнения послужило «то обстоятельство, что он решительно отклонил настойчивое предложение местного ректора, — молодого, властного инока с сильной поддержкой наверху, закрыть семинарию по случаю какого-то происшедшего в ней беспорядка, далеко не имеющего в себе ничего угрожающего. Это увольнение сильно и больно отразилось на психологии и самочувствии владыки». Ректором Тульской духовной семинарии в этот период был архимандрит Алексий (Симанский), будущий патриарх Московский и всея Руси).
По просьбе владыки Лаврентия он был переведён на значительно более почётную должность настоятеля московского Высоко-Петровского монастыря и члена Московской синодальной конторы. 18 марта 1908 он прибыл в Москву уже больным простудой и вскоре «тихо, почти безболезненно скончался на руках детей» от воспаления лёгких 26 марта (8 апреля) 1908 года. Был похоронен на кладбище Покровского монастыря в Москве.

## Сочинения
- Слова и речи (сб. проповедей). — 1881.
- Жизнь Божьей Матери. Поучения. — М., 1901.
- Первая седмица великого поста. — Курск, 1901.
- Светлая седмица. — Курск, 1901.
- Страстная седмица. — М., 1901.
- Великий пост. — Курск, 1903.
- Поучения в дни воскресные. — Курск, 1904.
- Слова и поучения на праздники Господни, Богородичные и дни святых. — Курск, 1904.
- Слова, поучения и речи на разные случаи. — Тула, 1905.
- Дневник священнослужителя (в 2-х ч.). — Тула, 1906.